# Marbäcks församling, Linköpings stift
Marbäcks församling var en församling i Linköpings stift inom Svenska kyrkan, Aneby kommun. Församlingen uppgick 1 januari 2006 i Aneby församling.
Församlingskyrka var Marbäcks kyrka.

## Administrativ historik
Församlingen har medeltida ursprung
Församlingen utgjorde till 1941 ett eget pastorat för att från 1941 vara annexförsamling i pastoratet Bredestad,  Askeryd och Marbäck som 1962 utökades med Bälaryd och Frinnaryd och sedan 1998 utökades med Lommaryds,  Vireda och Haurida församlingar. 1 januari 2006 uppgick församlingen i Aneby församling.
Församlingskod var 060404.

## Kyrkoherdar
Lista över kyrkoherdar i Marbäcks församling.
| Verksam   | Namn                       | Levnadstid | Övrigt                                    |
| --------- | -------------------------- | ---------- | ----------------------------------------- |
| 1338      | Sveno Erici                |            |                                           |
| 1520–1527 | Haqvinus Laurentii         |            |                                           |
| –1561     | Petrus Halvardi            | –1561      |                                           |
| 1562–1572 | Ericus Jonae               | –1572      |                                           |
| 1574–1616 | Laurentius Andreae         | –1616      |                                           |
| 1617–1621 | Nicolaus Petri             | –1621      |                                           |
| 1623–1639 | Jonas Johannis             | –1639      |                                           |
| 1640–1644 | Magnus Jonae Norcopensis   | –1644      |                                           |
| 1645–1668 | Laurentius Petri Becchius  | –1668      |                                           |
| 1669      | Jonas Jonae Schening       | 1629–1669  |                                           |
| 1670–1690 | Magnus Mathiae Montilius   | –1690      |                                           |
| 1692–1702 | Magnus Emmander            | –1712      | Senare kyrkoherde i Säby församling.      |
| 1704–1716 | Magnus Livin               | 1669–1724  | Senare kyrkoherde i Södra Vi församling.  |
| 1715–1720 | Johannes Erici Älf         | 1670–1720  |                                           |
| 1721–1739 | Andreas Nicolai Follingius | 1679–1739  |                                           |
|           | Samuel Petri Planander     |            | Senare kyrkoherde i Virserums församling. |
| 1753–1786 | Petrus Engstrand           | 1701–1786  |                                           |
| 1789–1793 | Nicolaus Hertzelin         | 1747–1793  |                                           |
|           | Adolph Nordvall            |            | Senare kyrkoherde i Asby församling.      |
| 1809–1818 | Johan Adolph Meurnander    | 1770–1818  |                                           |
| 1819–1855 | Nils Fredrik Gladheim      | 1787–1855  |                                           |

## Klockare och organister
| Ämbetstid | Namn                    | Levnadstid | Övrigt   |
| --------- | ----------------------- | ---------- | -------- |
| 1802–1819 | Abraham Norberg         | 1779–1851  | Klockare |
| 1819–1878 | Per Sundberg            | 1789–1878  | Klockare |
| 1861–1899 | Gustaf Fredrik Sundberg | 1832–      | Organist |